# Clavidesmus indistinctus
Clavidesmus indistinctus är en skalbaggsart som beskrevs av Dillon 1952. Clavidesmus indistinctus ingår i släktet Clavidesmus och familjen långhorningar. Inga underarter finns listade i Catalogue of Life.